# Macrosiphum skuruchinae
Macrosiphum skuruchinae är en insektsart. Macrosiphum skuruchinae ingår i släktet Macrosiphum och familjen långrörsbladlöss. Inga underarter finns listade i Catalogue of Life.